# Yahya ibn Khàqan
Yahya ibn Khàqan —àrab: يحيى بن خاقان, Yaḥyà b. Ḫāqān— fou administrador abbàssida. Fou secretari del governador del Khorasan al-Hàssan ibn Sahl ibn Zadhanfarukh (813-817) i sota el califa al-Mutawàkkil (847-861) va esdevenir secretari de les propietats del califat. Era viu encara quan el seu fill Ubayd-Al·lah ibn Yahya ibn Khàqan va esdevenir visir el 851.